# Thomas Reeve Rosebrugh
Thomas Reeve Rosebrugh FRSC (1866 – 1943) foi um engenheiro eletricista e inventor canadense.
Seu pai foi o cirurgião e inventor Abner M. Rosebrugh. Juntos patentearam duas invenções relacionadas com a transmissão de mensagens telefônicas e telegráficas.
Rosebrugh foi um estudante envolvido no programa de física e matemática da Universidade de Toronto, onde foi assistente de James Loudon. Rosebrugh trabalhou na indústria de engenharia elétrica durante alguns anos e depois retornou para a Universidade de Toronto em 1899, onde tornou-se professor, recebendo a tarefa de iniciar e organizar o Departamento de Engenharia Elétrica da Universidade de Toronto, do qual foi chefe de 1900 a 1936.
Foi palestrante convidado do Congresso Internacional de Matemáticos em Toronto (1924). O edifício Rosebrugh no câmpus da Universidade de Toronto é denominado em memória de ambos, Thomas R. Rosebrugh e Abner M. Rosebrugh.

## Publicações selecionadas
- "Discussion on "Output and Regulation in Long-Distance Lines," and "Calculation of the High-Tension Line." Frontenac, NY, June 29, 1909." Transactions of the American Institute of Electrical Engineers 28, no. 1 (1909): 687–723. doi:10.1109/T-AIEE.1909.4768193
- com W. Lash Miller: "Mathematical theory of the changes of concentration at the electrode brought about by diffusion and by chemical reaction." The Journal of Physical Chemistry 14, no. 9 (1910): 816–884. doi:10.1021/j150117a002
- "Focus of Auroral Streamers, September 23, 1924." Journal of the Royal Astronomical Society of Canada 18 (1924): 427. Bibcode: 1924JRASC..18..427R
- "A general theorem on quantic determinants." Bull. Amer. Math. Soc. 33 (1927): 583–590. doi:10.1090/S0002-9904-1927-04413-5
- "Abstract of the analytics of transmission calculations." Journal of the AIEE 49, no. 11 (1930): 917–917. doi:10.1109/JAIEE.1930.6537006